# Гундарев Віктор Петрович
Віктор Петрович Гундарев, (*1939 р. — ?), підполковник КДБ СРСР, утікач з СРСР.
Служив у 1-му Головному управлінні КДБ (розвідка). У 1984 році був направлений у відрядження до Греції, займався розвідувальною діяльністю під прикриттям зовнішньоторговельного об'єднання «Совфрахт» Міністерства морського флоту.
У лютому 1986 року разом з 8-річним сином та співмешканкою Громовою (працювала в тому самому об'єднанні) втік. Звернувся в американське посольство з клопотанням про політичний притулок. Був таємно переправлений до США, де видав спецслужбам цілком таємні відомості про методи роботи радянської розвідки і її агентури (назвав ряд відомих йому імен).
У 1988 році офіційно оформив розлучення з дружиною і зареєстрував шлюб з коханкою.
Разом з дружиною підтримував зв'язок з СРСР, листувався і говорив по телефону з родичами та знайомими. Висловлюв незадоволення життям в США. В американській пресі були опубліковані відомості про те, що Гундарев пред'являв претензії до ЦРУ за невиплату обговореної за зраду суми, «погрожував» повернутися в СРСР.
Улітку 1990 р. зустрічався в Сіетлі з сином свого друга, який відвідав США у складі морського екіпажу. Хоча на бесіді були присутні два співробітники ФБР, зумів повідомити, що перебуває під щільним контролем спецслужб і хотів би передати КДБ про його бажання зустрітися з їх представником. Однак після цього Гундарев на контакти з офіційними радянськими представниками не виходив. Обставини його подальшого життя в США невідомі.